# Antonio Brasileiro
Antonio Brasileiro — студійний альбом Антоніу Карлуса Жобіна, випущений в листопаді 1994 року бразильським лейблом Som Livre. 
Реліз альбому відбувся незадовго до смерті композитора. Розповсюдження за кордоном належало партнерському лейблу Sony Music.

## Історія створення
Ініціатива створення альбому належала музичному продюсеру Som Livre Жуану Араужу. Він звернувся до Тома Жобіма з пропозицією ще 1993 року, але, на думку композитора, тоді запис був не на часі. На початку 1994 року Жобім висловив певний ентузіазм щодо слушності моменту, оскільки мав добру пресу і балотувався до Бразильської академії літератури. Вже у березні він надав студії основні аранжування і запис вокалу, а також розробку струнного акомпанементу, створену Паулу Жобіном. Останній також виступив продюсером альбому разом з онуком Тома, Даніелем. Проте особисті обставини маестро, на відміну від зовнішніх, були не найкращі. «Якщо звернути увагу, можна побачити, що Томом не володіє радість попередніх альбомів», — коментувала згодом його дружина. Причиною суму Жобіма був стан здоров'я: на початку 1994 року йому діагностували рак.
Antonio Brasileiro створений в оточенні і за участю родини, друзів та партнерів, що, за збігом обставин, утворювали тогочасне творче ядро MPB: Banda Nova, родина Кайммі, син Паулу і онук Даніель, співачка Паула Мореленбаум, Жак Мореленбаум, Шику Буаркі, Рон Картер. Навіть семирічна донька Жобіма, Марія Луїза, співала з двома сестрами та батьком присвячену їй «Samba de Maria Luiza». Англійський рок-музикант  Стінг, що разом з Жобімом виступав у екологічних шоу, взяв участь у виконанні «How Insensitive».
Назва альбому, на думку біографа Сержіу Кабраля, не могла бути іншою: Антоніу Бразилейру настільки ототожнювався з Жобімом, що коли це ім'я з'явилося в першій строфі пісні «Paratodos» Шику Буаркі, воно не потребувало жодних роз'яснень.
В альбомі використано декілька тем і композицій з минулого: «Insensatez», «Só danço samba», «Surfboard», а також «Chora Coração» у виконанні Паули Мореленбаум і віддано шану деяким друзям і кумирам автора: композитору Радамесу Гнатталі, футболісту Пеле, поету Мануелю Бандейра («Meu Amigo Radamés», «Radamés y Pelé», «Trem de Ferro»). Скрипковий фінал «Meu Amigo Radamés» був останньою написаною Томом музикою. Під час запису струнні вже готувались у студії, коли він прибув з написаним напередодні вдома фіналом.
Смерть Тома Жобіма збільшила продаж його останнього альбому. Вперше в Бразилії було продано понад 100 тисяч примірників твору композитора. В середині грудня 1994 року лейбл Som Livre фіксував продаж 120 тисяч примірників «Antônio Brasileiro». Близько 80 % продажів становили компакт-диски.

## Визнання
Огляд у впливовій бразильській газеті «Folha de São Paulo» зазначає, що «аранжування наслідує альбому «Passarim» (Verve, 1987): «фортепіано одним пальцем» і хрипкий голос маестро сплітаються з флейтою, струнними, перкусією та жіночим хором... Стиль регресивний. Засновник босанови йде зворотнім шляхом і повертається до класичних і модальних гармоній в стилі Радамеса Гнатталі та Вілла-Лобоса, його початкових вчителів. Наприкінці 1950-х років Том дозволив собі піддатися впливу більш вільного гармонічного поля Дорівала Кайммі, шанувальника Гершвіна... Перша фаза творчості Тома, зараз невідома, демонструє класичну складову і імпресіоністські аранжування. Тепер це тон нового альбому, плюс захоплення екологією. «Samba de Maria Luiza» він виконує разом зі своєю семирічною донькою. «Forever Green» — ще одна «екобоса» маестро. «Maricotinha» — неопублікована самба, створена і виконана Дорівалом Кайммі. «Pato Preto» має ерудований баїянський стиль Вілла-Лобоса. Імітація Вілла-Лобоса повертається в «Trem de Ferro» на вірші Мануеля Бандейри, пісні майже мінімалістської. «Meu Amigo Radamés» і «Radamés y Pelé», дві найкращі композиції, — плач і хроматична боса. Том здатний видати неоприлюднені твори, що вже від народження є класикою.»
З такою оцінкою погоджується і «Rolling Stone Album Guide», в якому помічають повернення Жобіма у Antonio Brasileiro до знайомої території без  жодної втрати здатності складати нові перлини боси. Проте, родзинкою альбому тут вважають дует зі Стінгом «Insensatez» і загалом оцінюють альбом не дуже високо.
Оглядач Річард С. Гінелл (Allmusic) не бачить в останньому альбомі Жобіма жодних ознак творчого занепаду: «Оточений родиною та друзями, він створив тринадцять пісень і композицій (плюс дві пісні ветерана-пісенника Дорівала Кайммі), ... більшість з яких так само прекрасна, як будь-що з періоду босанови.»
1995 року альбом отримав «Греммі» за найкраще виконання латинського джазу.

## Список композицій
| Трек                   | Назва                          | Автори                                   | Тривалість |
| ---------------------- | ------------------------------ | ---------------------------------------- | ---------- |
| A1                     | «Só Danço Samba»               | Антоніу Карлус Жобін, Вінісіус ді Морайс | 2:05       |
| A2                     | «Piano Na Mangueira»           | Антоніу Карлус Жобін, Шику Буаркі        | 2:40       |
| A3                     | «How Insensitive (Insensatez)» | Антоніу Карлус Жобін, Вінісіус ді Морайс | 3:44       |
| A4                     | «Querida»                      | Антоніу Карлус Жобін                     | 3:31       |
| A5                     | «Surfboard»                    | Антоніу Карлус Жобін                     | 3:06       |
| A6                     | «Maracangalha»                 | Дорівал Кайммі                           | 2:40       |
| A7                     | «Maricotinha»                  | Дорівал Кайммі                           | 3:44       |
| B1                     | «Pato Preto»                   | Антоніу Карлус Жобін                     | 4:20       |
| B2                     | «Meu Amigo Radamés»            | Антоніу Карлус Жобін                     | 3:54       |
| B3                     | «Blue Train (Trem Azul)»       | Лу Боржес, Роналду Бастос                | 4:05       |
| B4                     | «Samba de Maria Luiza»         | Антоніу Карлус Жобін                     | 1:14       |
| B5                     | «Radamés y Pelé»               | Антоніу Карлус Жобін                     | 2:49       |
| B6                     | «Trem de Ferro»                | Антоніу Карлус Жобін, Мануель Бандейра   | 4:34       |
| Додаткові треки на CD: |                                |                                          |            |
| CD1                    | «Forever Green»                | Антоніу Карлус Жобін                     | 3:15       |
| CD2                    | «Chora Coração»                | Антоніу Карлус Жобін, Вінісіус ді Морайс | 3:09       |

## Виконавці
- Антоніу Карлус Жобін — фортепіано, вокал
- Дудука да Фонсека — тамбурін, перкусія (трек A1, A2, B1)
- Еденек Сваб, Антоніу Жозе Аугусту — рог (трек A5, A7, CD1)
- Рауль ді Соуза, Віктор Сілва Сантос — тромбон (трек A7, B5, CD1)
- Марсіу Монтарройос — труба, флюгельгорн (трек A2, A5, A7, B5, B6, CD1)
- Рон Картер — контрабас (трек A3)
- Стінг — вокал (трек A3)
- Дорівал Кайммі — вокал (трек A6, A7)
- Марія Луїза Жобін — вокал (трек B4, CD1)
- Паула Мореленбаум — вокал (трек CD2)
- Еду Мореленбаум — кларнет (трек B2)
- Паулу Гімарайс — флейта (трек B2)
- Елізабет Жобін, Мауша Аднет, Паула Мореленбаум, Сімоне Кайммі, Ана Лонтра Жобін — бек-вокал
- Себастіан Нету — контрабас
- Жак Мореленбаум — віолончель
- Паулу Брага — барабани, перкусія
- Данилу Кайммі — флейта
- Паулу Жобін — скрипка